# ان‌ام‌ال دجاجه

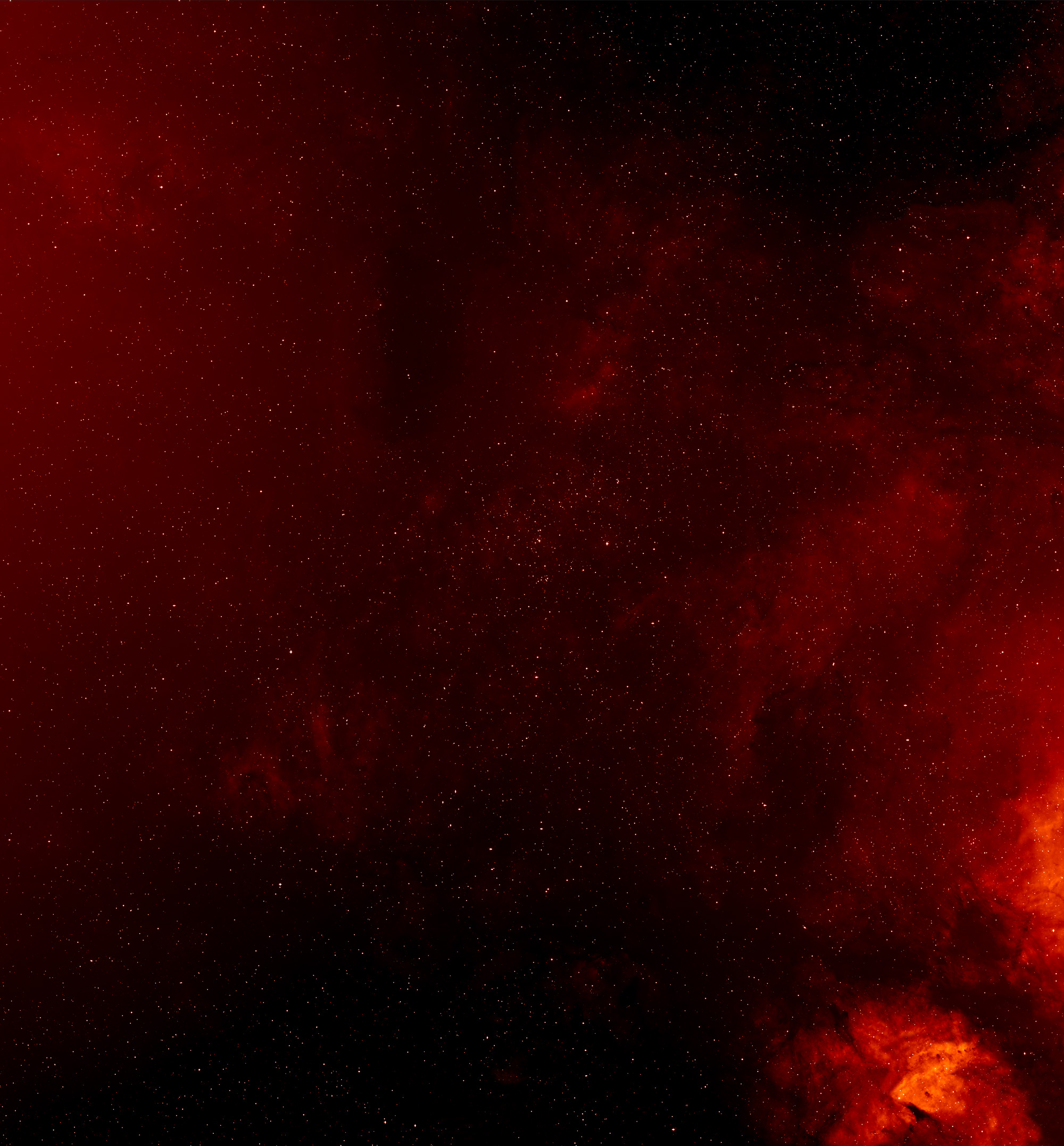
تصویر نور H-alpha از Cygnus OB2، انجمن ستاره‌ای که ان‌ام‌ال‌ دجاجه در آن قرار دارد.

ان‌ام‌ال دجاجه یک ستاره فراغول سرخ است که در حال حاضر یکی از بزرگترین ستاره‌های شناخته شده محسوب می‌شود. شعاع آن ۱٬۶۵۰ برابر شعاع خورشید (برابر با ۷٫۶۷ واحد نجومی) و عددی معادل ۲٬۲۹۵٬۰۰۰٬۰۰۰ کیلومتر است. در صورتی‌که به جای خورشید، این ستاره در مرکز منظومه شمسی قرار داشت، وسعت آن بیشتر از مدار سیاره مشتری امتداد پیدا می‌کرد و حتی بیشتر از نیمی از فاصله مشتری و زحل را پر می‌کرد.
این ستاره یکی از پرنورترین ستاره‌های شناخته شده‌است. فاصله آن از کره زمین در حدود ۱٫۶ کیلو پارسک (۵٬۳۰۰ سال نوری) تخمین زده شده‌است.